# Leonel Suárez
Leonel Suárez, född den 1 september 1987, Santiago de Cuba, Kuba, är en kubansk friidrottare som tävlar i mångkamp.
Suárez första internationella mästerskap var Olympiska sommarspelen 2008 där han deltog i tiokamp. Under tävlingen noterade han personligt rekord i fem av de tio grenarna och förbättrade sitt rekord i tiokamp från 8 156 poäng till 8 527 poäng vilket räckte till en bronsmedalj.
Han deltog även vid VM 2009 i Berlin där han slutade på andra plats efter amerikanen Trey Hardee på 8 640 poäng.

## Personliga rekord
- Tiokamp - 8 654 poäng